# Жёлтые уйгуры
Жёлтые уйгуры (югуры, шира-йогуры; кит. упр. 裕固族, пиньинь Yùgù Zú; сар.-юг. Sarığ Yoğır [sɑɾɯɢ jʊɢʊɾ], шир.-юг. Shera Yogor [ɕe̝ɻə jo̝ɢo̝ɻ]) — один из 56 официально признанных народов Китая. Имеют национально-территориальную автономию — Сунань-Югурский автономный уезд провинции Ганьсу. Жёлтые уйгуры делятся на две территориальные группы, одна говорит на тюркском сарыг-югурском языке, другая — на монгольском шира-югурском языке.

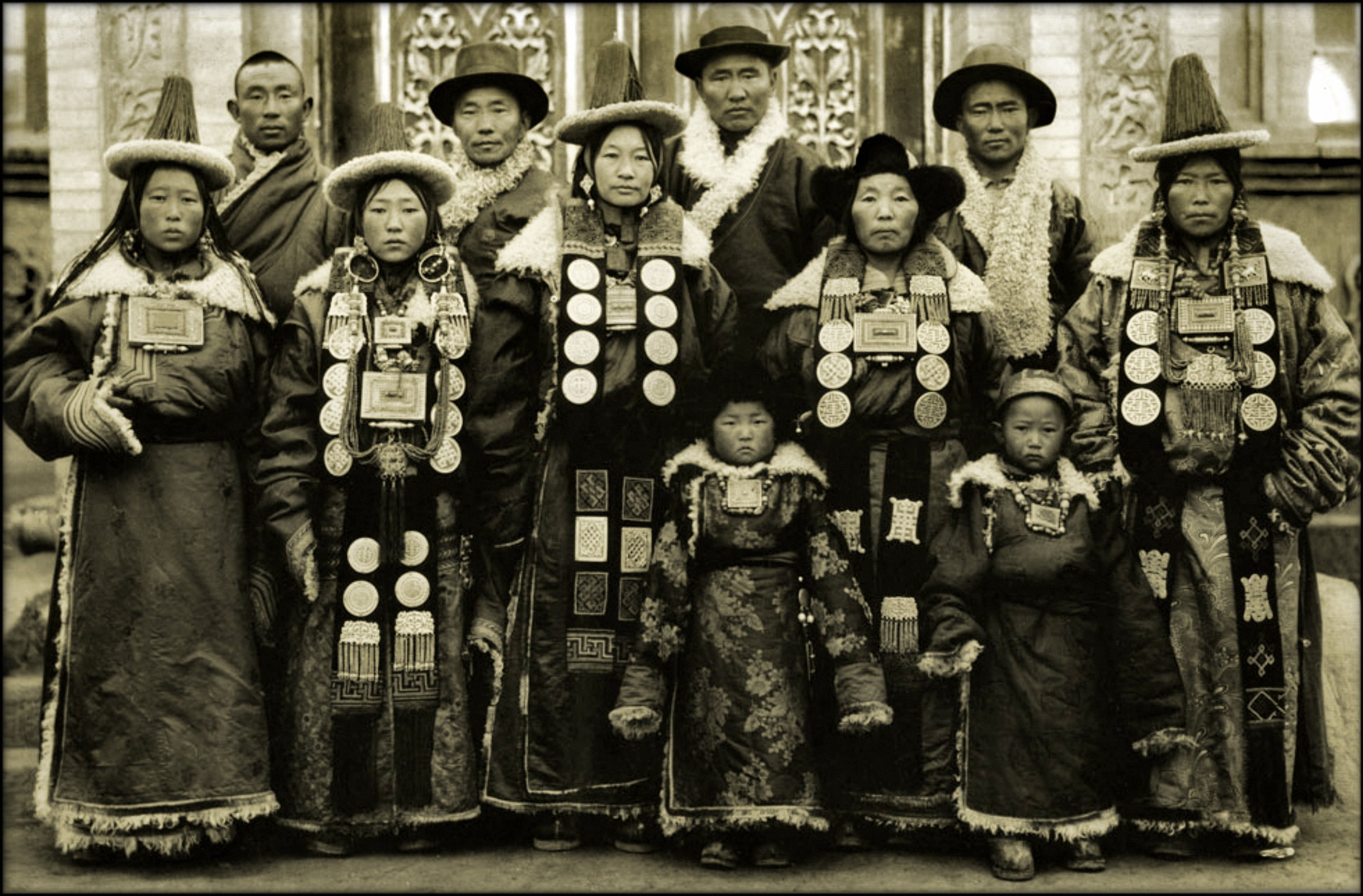
Семья югуров, Ланьчжоу, Китай, 1944 год

Являются потомками древних уйгуров. После распада Уйгурского каганата в 840 году н. э. часть уйгуров во главе с принцем с тронным титулом Шад Удзар Текином двинулась в сторону нынешней провинции Ганьсу и с помощью выдающегося государственного деятеля Пан Текина создала Уйгурское Кянсуйское (Ганьчжоуское) государство, которое просуществовало несколько веков. Было уничтожено тангутами.
Численность, согласно переписи 2010 г., 14 378 человек. 90 % из них проживают на территории провинции Ганьсу. Часть потомков жёлтых уйгуров также проживает на территории Монголии.

## Родоплеменной состав
По данным Э. Р. Тенишева, родовые деления жёлтых уйгуров объединяются в семь территориальных единиц — отаков. Отаки, как и родоплеменные подразделения юйгу, в настоящее время не имеют какого-либо хозяйственного или административного значения.
Несмотря на разные языки и различия в быту, сарыг-югуры и шера-югуры этнически родственны друг другу. Об этом свидетельствуют родоплеменные названия, встречающиеся в большинстве случаев как у одних, так и у других.
- Анджан (анджән, анджәң, анджян).
- Арлат. Потомки арулатов.
- Вай. Делится на две части: эрки вай «старый вай» и йаны вай «новый вай».
- Джуныл (чоңыл, чуңыл). Отождествляются с бурят-монгольским племенем цонгол.
- Йаглахкыр (йаглакыр, йаглахкар, йаглыхкыр, яглак). Подразделяется на две группы: ак йаглахкыр «белый яклакыр» и кара йаглахкыр «черный яглакыр». Йаглакар — название привилегированного рода уйгуров в эпоху Тан.
- Йагток.
- Йун (патан).
- Каджан.
- Калка. Отождествляются с халха-монголами.
- Камер.
- Каргос. Возможно отождествление с карагасами и монгольским племенем каркас, родственным арулатам.
- Комджук. По одной из версий, имеют кыргызское происхождение. Имя рода, предположительно, связано с р. Кемчик и племенем кэм-кэмджиут[2]. Исследователи считают возможным отождествление кэм-кэмджиутов с татарским родом камаши (камачи)[3].
- Коң. Род коңы есть у шорцев.
- Конрат (конырат). Потомки хонгиратов.
- Кулин. Произносится ещё колен. Предположительно, родственны тувинскому роду куль и хакасскому (койбальскому) роду кӧл.
- Кыргыс. Потомки древних кыргызов.
- Ланчак.
- Лахшо.
- Мнэг. Потомки тангутов. См. также: тангуты (монголы).
- Ойрот (ойрат). Произносится также уйрат. Ойраты — западномонгольское племя.
- Ӧрге. Этноним происходит от ср. монг. өргөө — «палата, чертог, стойбище хана».
- Пагана. Отождествляются с монгольским родом баганас.
- Паглыг. Этноним, предположительно, происходит от кыргызского баг «родовое деление народа», либо от монгольского баг — низовая единица административного деления в Монгольской Народной Республике.
- Пайат. Потомки баятов.
- Патан. См. йун.
- Пашу.
- Пегеши. Часть рода йаглахкыр.
- Пейат.
- Пәй. Отождествляются с тувинским племенем пайгара и хакасским (камасинским) байга.
- Сокалыг. Термин состоит из основы сока- и аффикса -лыг (значение местопребывания). Слово «сока» в языке сарыг-югуров— «кочка земли с корнями степной травы (чия)».
- Солтус. Потомки сулдусов.
- Сына.
- Темирт. В монгольском языке аффикс -т образует прилагательное: төмөр + -т «железный».
- Темурчин. В монгольском языке төмөрч(ин) «кузнец». Термин монгольского происхождения. Известно, что у монголов наименования различных должностей нередко переходили в названия родов и племен.
- Тогшы (тогша, тогши).
- Тунса.
- Тӳргӳш (тюргеши). Племя западной ветви тюрков. Встречается в енисейско-орхонских надписях V—VIII вв.
- Хор. Отождествляются с хори-туматами и хори-бурятами.
- Хараңгат (ораңгат, хуруңут)[2]. Отождествляются с харанутами[4].
- Чанбан.
- Чунса. Отождествляются с алтайским (теленгитским) родом чӱнӱс.
- Чыгаллык. Предположительно от сарыг-югурского «чыган» и монгольского «цагаан» в значении «белый».
- Шартың. Часть рода йаглахкыр.
- Эркэр. Этноним, предположительно, происходит от эрк + эр «могущественный человек» или эрки-эр «свободный человек».
- Ыглан. Этноним, по одной из версий, происходит от тибетского ɣălán̊, ɣlan̊ (бык)[2]. Согласно альтернативному мнению, восходит к этнониму олёт (ögeled)[5].

## Религия
Традиционная религия югуров — это тибетский буддизм, который применялся наряду с шаманизмом.